# Bruno Tassan Din
Bruno Tassan Din (Milano, 6 febbraio 1935 – Parigi, 26 dicembre 2000) è stato un dirigente d'azienda e editore italiano.

## Biografia
Laureato a pieni voti all'Università Bocconi di Milano, colto ed effervescente in campo finanziario, iniziò la sua carriera alla Châtillon dove diventò uno dei pupilli di Furio Cicogna per poi essere nominato direttore amministrativo e finanziario della Fidenza Vetraria. Nel settembre 1973 entrò nel gruppo Rizzoli-Corriere della Sera, pochi mesi prima dell'acquisto del quotidiano milanese e su segnalazione di Mino Spadacini, presidente del collegio sindacale della casa editrice, per occuparsi del settore finanziario e amministrativo. Pochi anni dopo divenne direttore generale, entrando nel consiglio d'amministrazione del gruppo con il 10% delle azioni. E cominciò a comprare altri giornali facendo indebitare il gruppo.
Coinvolto nello scandalo del Banco Ambrosiano e della P2 (1981), finì in carcere per le vicende legate all'amministrazione dell'azienda. Nel processo per il fallimento della casa editrice venne condannato a sei anni e quattro mesi di detenzione, mentre in quello inerente al Banco Ambrosiano gli fu inflitta una pena iniziale di quattordici anni, successivamente patteggiata a otto anni e due mesi. Si ritirò a Venezia dove nel 1994 acquisì La Stamperia, una gloriosa casa editrice chiusa per problemi economici, specializzata in libri d'arte. Due anni più tardi, nel 1996, rilevò una piccola casa editrice dando vita alla Canal & Stamperia Editrice. Affetto da sclerosi multipla, morì a Parigi a 65 anni, per emorragia cerebrale nella casa della figlia Micol.